# Chloe Frazer
Chloe Frazer è un personaggio immaginario della celebre saga di videogiochi Uncharted, sviluppata da Naughty Dog e pubblicata da Sony Interactive Entertainment. La sua doppiatrice originale è l'australiana Claudia Black, mentre la voce italiana è affidata ad Aglaia Zannetti.

## Biografia
Chloe Frazer nacque in India nel 1978, figlia di un noto archeologo della zona e di una donna australiana che si era da poco trasferita lì. Il padre era ossessionato dalla Zanna di Ganesh, un manufatto storico di grande valore, e riuscì a localizzarlo nella città di Belur, l'antica capitale dell'impero indiano, ma, proprio sul punto di fare la storia, venne ucciso da un gruppo di banditi; dopo il fattaccio, Chloe si trasferì in Australia insieme alla madre, intraprendendo la carriera di esploratrice.
Nel 2009 Chloe Frazer incontrò Nathan Drake, con il quale divennero amici e amanti, e lo aiutò a cercare di recuperare la pietra Cintamani dall'antica città di Shambhala. Alcuni anni dopo Chloe riprese le ricerche iniziate dal padre sulla Zanna di Ganesh insieme all'amica Nadine Ross e al collega Samuel Drake, il fratello di Nathan.

## Personalità
Chloe Frazer è stata progettata come controparte femminile di Nathan Drake, il celebre protagonista della serie Uncharted. Attraverso le interazioni, Chloe mette in evidenza aspetti particolari della sua personalità, agendo come una versione leggermente più cupa del personaggio principale.
Chloe Frazer è un'avventuriera impulsiva, spericolata, spiritosa e ambigua;ha a cuore i propri interessi, senza curarsi di nient'altro che non sia ciò che vuole. È molto attaccata a Drake, ma lo lascia quando si rende conto della realtà della situazione.

## Apparizioni

### Deuteragonista

#### Uncharted 2: Il covo dei ladri
Chloe e Harry Flynn convincono Nate ad aiutarli nel furto ad un museo in Turchia. Sono stati ingaggiati da un ricco benefattore per rubare un'antica lampada cinese, donata da Kublai Khan a Marco Polo. Nate e Flynn, con l'aiuto di Chloe, raggiungono la teca della lampada e, una volta rotta, scoprono una mappa che potrà guidarli nel cuore della giungla nel Borneo. Senza che la ragazza lo sapesse però Flynn tradisce Drake, e questi viene imprigionato. Sarà Chloe a liberarlo chiedendo a Sully di pagare la cauzione.
Da questo momento Chloe agirà in combutta con Nate e Sully per rubare ciò che Flynn e il suo "ricco benefattore" (Zoran Lazarevic, criminale di guerra) stanno cercando: la pietra Cintamani, un oggetto che dona l'immortalità al suo possessore, custodita nella leggendaria città di Shambhala. Facendo il doppio gioco con Flynn e Lazarevic, Chloe incontra Drake in Nepal per assisterlo nella ricerca della mitica città. Quando Chloe viene costretta a salire su un treno diretto verso le montagne, Drake tenta di liberarla, ma la ragazza si rifiuta di seguirlo. Gravemente ferito da Flynn, Nate fa deragliare parte del treno su un pendio della catena dell'Himalaya. Chloe apparirà poi più avanti, in un monastero sulle montagne, dove segue Drake e Lazarevic fino all'entrata di Shambhala. Si prende cura di Elena Fisher, ferita da una granata innescata da Flynn, mentre Drake combatte la battaglia finale contro Lazarevic alle radici dell'Albero della vita. Nell'epilogo Chloe vede che Nate è innamorato di Elena: accettando il fatto, si allontana dai due lasciandoli nel villaggio tibetano.

### Cameo

#### Uncharted 3: L'inganno di Drake
Chloe Frazer appare in un breve cameo all'inizio di Uncharted 3: L'inganno di Drake, aiutando Nathan Drake e Victor Sullivan a rintracciare Marlowe e i suoi uomini in Siria. Dopo una pericolosa sparatoria, la ragazza decide di ritirarsi dall'avventura, mentre Nathan e Victor proseguono il loro viaggio verso lo Yemen.

### Protagonista

#### Uncharted: L'eredità perduta
Sei mesi dopo gli eventi di Uncharted 4: Fine di un ladro, Nadine, antagonista del quarto capitolo della saga, poiché la Shoreline, la sua organizzazione di mercenari era stata sciolta, decide di chiamare Chloe per aiutarla a trovare un tesoro, nascosto in India. Chloe accetterà anche perché suo padre, noto archeologo, lo aveva cercato per molti anni senza mai trovarlo e lei vuole portare a termine l'impresa iniziata da suo padre. Insieme dovranno combattere un pericoloso guerrafondaio, Asav, e la sua organizzazione privata di mercenari per arrivare prime al tanto desiderato tesoro.

## Critica
La maggior parte dei critici hanno valutato la figura di Chloe positivamente, focalizzandosi sulla sua forza e sensualità: spesso l'hanno citata come un eccezionale esempio di personaggio femminile indipendente videoludico. Tom Cross di Gamesutra vede Chloe come una donna dalla personalità forte, comparandola al personaggio di Elika di Prince of Persia. GamesRadar ha nominato Chloe "Miss 2009" tra i "Nuovi Personaggi del Decennio".
Black ha commentato che Chloe è stata divertente da doppiare, ed è essenzialmente una "Indiana Jones con dei bei capelli". Justin Richmond, game designer di Uncharted 2: Among Thieves ha affermato che Chloe è il suo personaggio preferito. Black è stata nominata sotto la categoria "Miglior Voce" allo Spike Video Game Awards 2009.